# 주례역 (한국철도공사)
주례역(周禮驛)은 가야선 사상기점 1.9 km 지점에 위치한 임시승강장(사상역 관리)이다. 경부선과 평행한 경로상에 있으나 이 역은 경부선과 관련이 없다. 지금은 여객취급이 중지되어 폐쇄되었다.
1989년 8월 16일 부산광역시 지역에 해운대역(현재의 신해운대역)과 구포역 구간을 연결하는 동서통근열차가 운행하면서 개역(開驛)하였으며 하루 8회의 열차가 정차했다. 그러나 1999년 6월 30일에 부산 도시철도 2호선 호포역 ~ 서면역 구간이 개통되면서 2002년 12월 1일을 기해 동서통근열차의 운행이 중지되었고, 다음날 주례역의 여객취급이 중지되었다. 지금은 역 내부로 들어갈 수 없다.

## 주변 안내
- 도시철도 2호선 주례역
- 보훈병원
- 동서대학교